# Uiterburen
Uiterburen est un hameau qui fait partie de la commune de Midden-Groningue dans la province néerlandaise de Groningue.